# Solidago altissima
Solidago altissima (Золотушник найвищий) — вид квіткових рослин з родини айстрових, роду Золотушник.

## Опис

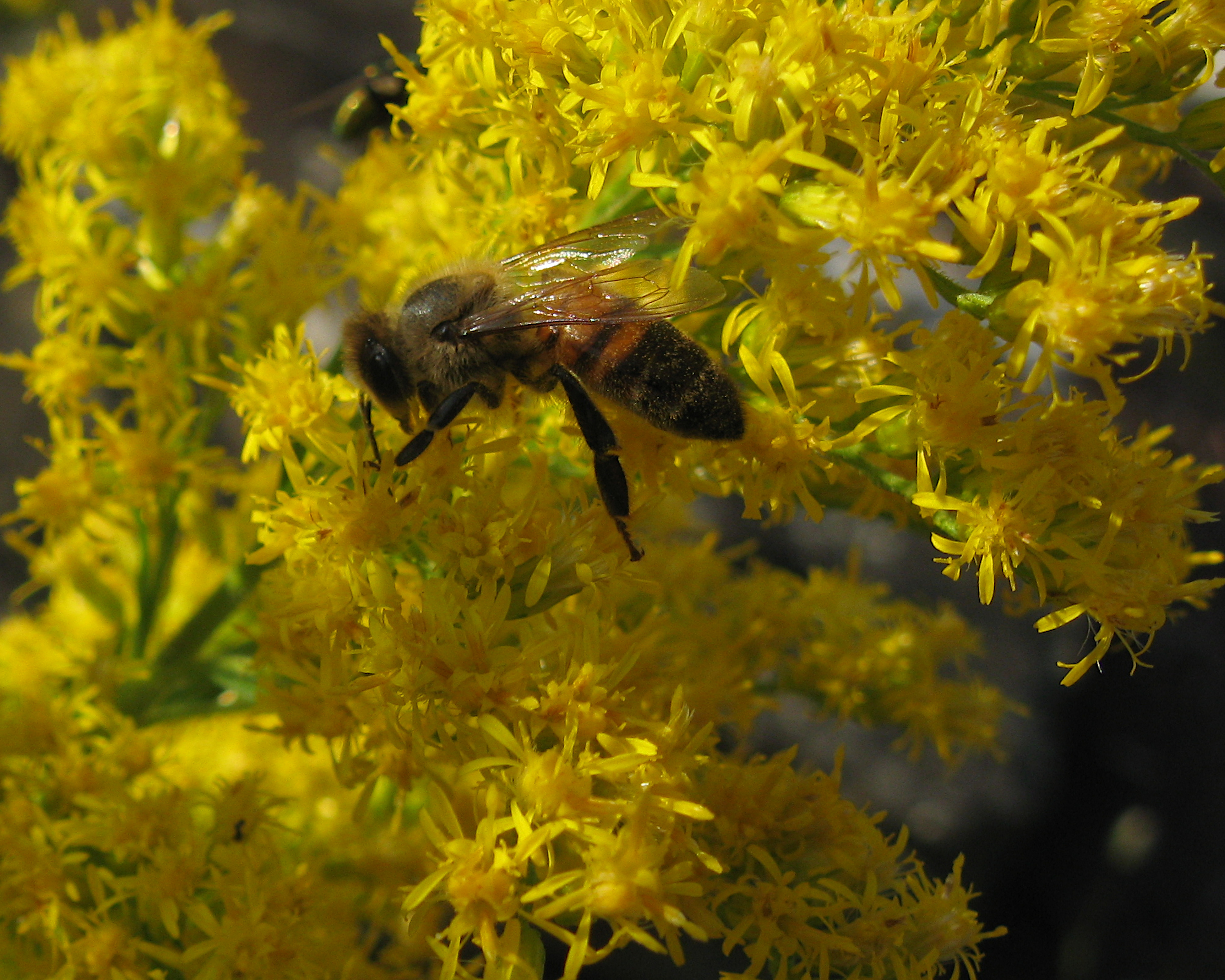
Квітки Solidago altissima

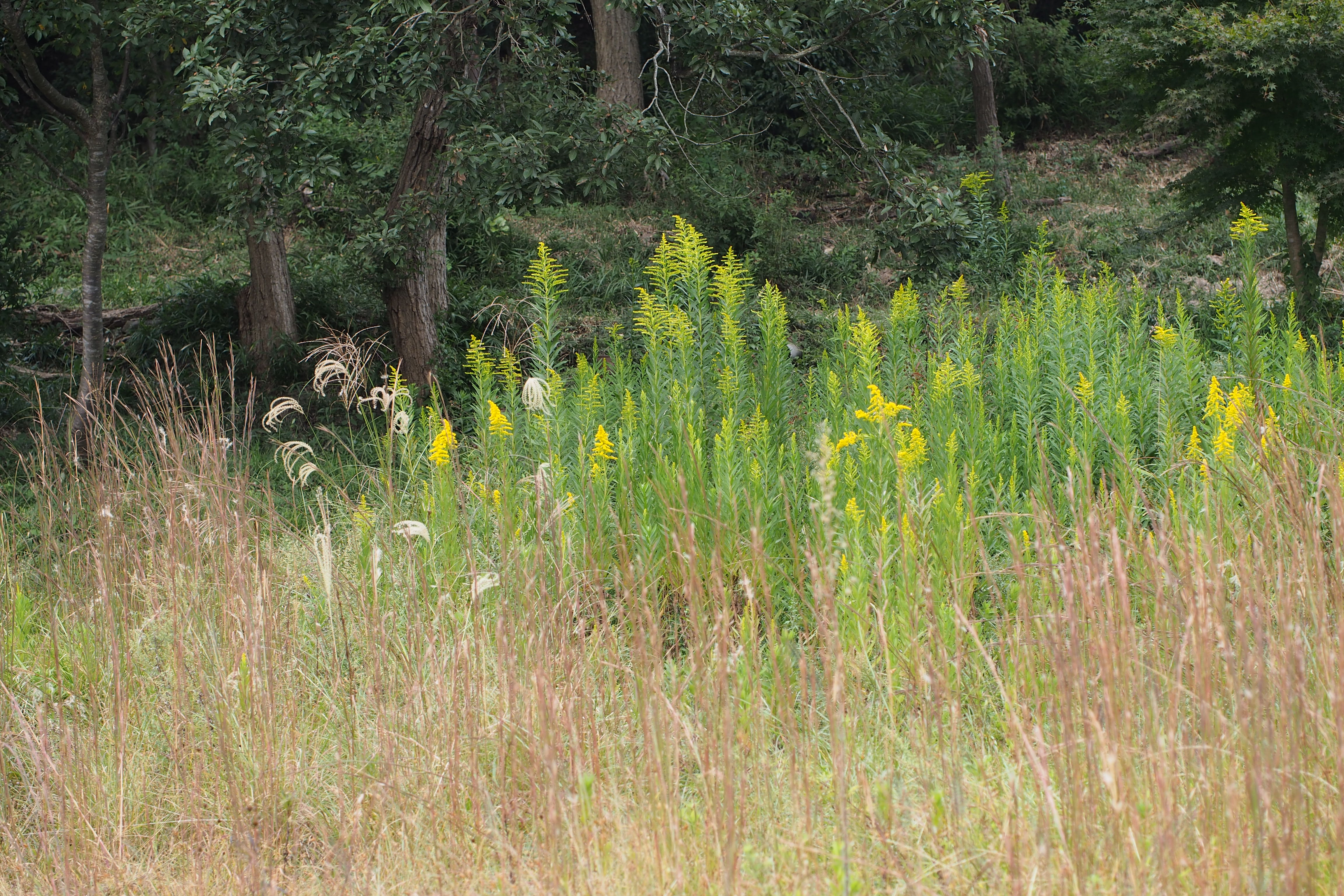
Solidago altissima у місті Кобе, Японія

Багаторічні трав'янисті гіллясті рослини з повзучими кореневищами. Стебла прямостоячі, до 250 см заввишки, прості, коротко і м'яко опушені. Листки численні, ланцетні або лінійно-ланцетні, 5-12 см, звужені з обох кінців, верхівка загострена, краї нижніх листків різко пилчасті, прикореневих листків іноді цілокраї, верхніх цілокраї, з 3 поздовжніми жилками, з них 2 бічними. Капітула в волотистих суцвіттях, головка прикріплена з одного боку, гілки загнуті донизу. Обгортка 3-4 мм; філярії лінійно-ланцетні, злегка притуплені. Квітки золотисто-жовті; променеві квітки трохи довші за обгортку. Внутрішня (найдовша) щетина папуса не явно булавовидна.

## Поширення
Зростає від Мексики через США до півночі Канади у Новій Шотландії та Саскачевані. Широко натуралізований в Китаї як рясний бур'ян у провінціях Аньхой, Фуцзянь, Хебей, Хенань, Хубей, Цзянсу, Цзянсі, Ляонін, Шаньдун, Сичуань, Юньнань, Чжецзян та на Тайвані.

## Екологія
Цвіте у серпні-вересні.

## Систематика
Solidago altissima часто розглядається як Solidago canadensis var. scabra.